# Rolniczy Handel Detaliczny
Rolniczy Handel Detaliczny (skr. RHD) – odmiana działalności rynkowej (handlu detalicznego) rolników wprowadzona w Polsce Ustawą o zmianie niektórych ustaw w celu ułatwienia sprzedaży żywności przez rolników obowiązującą od 1 stycznia 2017.

## Kryteria
Kryteriami prowadzenia przez rolników handlu detalicznego są m.in.: obsługa, przetwarzanie i przechowywanie żywności w punkcie sprzedaży lub dostaw do konsumenta finalnego, sprzedaż na rzecz konsumenta finalnego bez udziału pośredników (od 1 stycznia 2019 także na rzecz zakładów prowadzących handel detaliczny z przeznaczeniem dla konsumenta finalnego, zlokalizowanych na ograniczonym obszarze), pochodzenie żywności z własnej hodowli lub uprawy, sprzedaż w ramach limitów regulowanych przez Ministerstwo Rolnictwa i Rozwoju Wsi oraz nadzór odpowiednich organów nad jakością produktów. Celem zapewnienia bezpieczeństwa żywnościowego produkcja i zbywanie żywności nie może stanowić zagrożenia i wpływać niekorzystnie na zdrowie publiczne, musi być dokumentowana, a mięso winno pochodzić wyłącznie z uboju dokonywanego w rzeźniach zatwierdzonych przez powiatowego lekarza weterynarii. Przy produkcji obowiązują uproszczone wymagania higieniczne.

## Wymagania
Obowiązuje nakaz oznakowania miejsca sprzedaży. Nie ma obowiązku sporządzania projektu technologicznego dla handlu produktami pochodzenia zwierzęcego i żywnością złożoną. Na produktach można umieszczać informację Produkt polski wyłącznie w przypadkach, gdy udział dodanych do produktu składników nie mających polskich odpowiedników nie przekracza 25%. Przerób i sprzedaż (z pewnymi wyjątkami, jak np. ubój, rozbiór, przemiał zbóż, czy tłoczenie oleju) nie może się odbywać przy zatrudnieniu osób na podstawie umów o pracę, umów zlecenia, umów o dzieło i innych podobnych. Nie ma obowiązku prowadzenia ewidencji obrotu i kwot podatkowych przy zastosowaniu kas rejestrujących.